# Автономни мерки за суспендиране на митата
Автономните мерки за суспендиране на митата са особен механизъм, възприет от страните-членки на Европейския съюз, за насърчаване на икономическата активност в Европейската общност и повишаване конкурентоспособността на производството от ЕС.
Чрез суспендиране на митата (временно премахване или намаляване на ставките на митата за внос) за определени суровини, необходими за производството на крайни продукти, търговците от Общността получават възможност за съхраняване на работните места и създаване на нови, модернизация на съществуващите мощности и печелене на пазарен дял в трети страни.

## Същност
Автономните мерки за суспендиране на митата представляват едностранни (автономни) решения от страна на Европейския съюз, ставките, приложими по отношение вноса от трети страни на територията на Общността на определени суровини, първични материали и полуготови стоки, да бъдат временно премахнати или намалени. Изборът на термина „суспендиране“ посочва, че мерките са временни и представляват единствено особен случай на неприлагане на Общата митническа тарифа със съгласието на всички страни-членки и на Европейската комисия.
Например, ако по отношение вноса от Русия на даден химикал, използван от химическата индустрия на ЕС, се дължи 5% мито, то след приключване на определената процедура за определен период от време ставката може да бъде намалена дори и на 0%.

## Процедура по въвеждане
Инициатор за въвеждане на автономни мерки за суспендиране на митата може да бъде всеки търговец, регистриран на територията на Европейската общност, който употребява в производството си вносни суровини. Този търговец подава пред упълномощен национален орган формуляр по образец, наречен искане, като за Република България тези документи се подават до Комитета по интегрираната митническа тарифа. Исканията се адресират до министъра на финансите на Република България и се разглеждат в съответния за мярката период. Отделната фирма няма право да представя искания пред Европейската комисия, тя действа чрез своя представител на държавната администрация към съответния орган.
След мотивирано становище от страна на Комитета по интегрираната митническа тарифа, искането може да бъде одобрено, и съответно препратено към Европейската комисия, или да бъде отхвърлено. Причина за отказ може да бъде както липса на определена документация в исканията, така и вече съществуващо благоприятно тарифно третиране на съответната стока при внос от определена страна или група държави. Подобно третиране прави искането на първо място недопустимо, защото въвеждането на мярката би довела до противоречие с действащото законодателство на Общността и на второ място, ненужно.
При положителен отговор от страна на Комитета по интегрираната митническа тарифа, искането се разглежда от страните членки в работна група „Икономически и тарифни въпроси“ на Европейската комисия. Всяка държава и всяка генерална дирекция на Комисията има право да отправи възражение срещу въвеждането на автономна мярка за суспендиране на митата, но единствено ако е ощетен икономическия интерес на държавата или Общността.
При положително становище на работната група към ЕК автономните мерки за суспендиране на митата се приемат с Регламент на Съвета на временно суспендиране на митата за дадени рибни, селскостопански и индустриални стоки. Обичайният срок на действие на мярката е 5 години. При съществуващ интерес от запазването на мярката, нейното действие се удължава при следване на същата процедура.
Мерките се въвеждат 2 пъти годишно – на 1 януари и 1 юли всяка календарна година.

## Стоките, подлежащи на суспендиране
Мерките се предоставят за внос на суровини, материали и полуготови изделия, които не се произвеждат в Общността. Суспендиране не се предоставя за внос на „завършени“ (крайни) продукти.

## Правно основание
Въвеждането на автономни мерки за суспендиране на митата се основава на Член 26 от Договора за Европейската общност (относно Общата митническа тарифа), като условията за суспендиране (намаляване или временно премахване) на вносните мита се определят в Комуникация на Комисията за автономни тарифни суспендирания и квоти, публикувана в Официалния вестник на Европейския съюз, брой 128 от 1998 г., стр. 2.
Единствено изключение от това правило представлява базата данни на Европейската комисия за справки относно исканията, разглеждани в момента, и приетите или отхвърлени искания: 

### Формуляри
- Искане за суспендиране на митата: български / английски
- Примерно попълване на искане: български / английски